# Eleições presidenciais portuguesas de 2016 no distrito de Évora
| Eleições presidenciais portuguesas de 2016 Distritos: Aveiro \| Beja \| Braga \| Bragança \| Castelo Branco \| Coimbra \| Évora \| Faro \| Guarda \| Leiria \| Lisboa \| Portalegre \| Porto \| Santarém \| Setúbal \| Viana do Castelo \| Vila Real \| Viseu \| Açores \| Madeira \| Estrangeiro |

## Resultados por Concelho
Os resultados nos concelhos do Distrito de Évora foram os seguintes:

### Alandroal
| Candidato               | Candidato                | Votos | %               |
| ----------------------- | ------------------------ | ----- | --------------- |
|                         | António Sampaio da Nóvoa | 819   | 34,54 / 100,00  |
|                         | Marcelo Rebelo de Sousa  | 710   | 29,95 / 100,00  |
|                         | Edgar Silva              | 366   | 15,44 / 100,00  |
|                         | Marisa Matias            | 244   | 10,29 / 100,00  |
|                         | Maria de Belém Roseira   | 119   | 5,02 / 100,00   |
|                         | Vitorino Silva           | 63    | 2,66 / 100,00   |
|                         | Paulo de Morais          | 30    | 1,27 / 100,00   |
|                         | Jorge Sequeira           | 11    | 0,46 / 100,00   |
|                         | Cândido Ferreira         | 5     | 0,21 / 100,00   |
|                         | Henrique Neto            | 4     | 0,17 / 100,00   |
| Votos Inválidos         | Votos Inválidos          | 39    | 1,62 / 100,00   |
| Total                   | Total                    | 2 410 | 100,00 / 100,00 |
| Eleitorado/Participação | Eleitorado/Participação  | 4 928 | 48,90 / 100,00  |

| Freguesia                                         | %     | %     | %     | %     | %    | %    | %    | %    | %    | %    | Votantes |
| Freguesia                                         | ASN   | MRS   | ES    | MM    | MBR  | VS   | PM   | JS   | CF   | HN   | Votantes |
| ------------------------------------------------- | ----- | ----- | ----- | ----- | ---- | ---- | ---- | ---- | ---- | ---- | -------- |
| Capelins (Santo António)                          | 32,84 | 31,34 | 16,92 | 6,97  | 8,46 | 1,49 | 1,00 | 1,00 | 0    | 0    | 209      |
| N.S. da Conceição, São Brás dos Matos e Juromenha | 31,48 | 37,93 | 10,34 | 10,57 | 4,56 | 2,89 | 1,45 | 0,33 | 0,22 | 0,22 | 913      |
| Santiago Maior                                    | 36,09 | 23,48 | 21,74 | 9,89  | 4,57 | 2,61 | 0,65 | 0,54 | 0,22 | 0,22 | 934      |
| Terena (São Pedro)                                | 39,32 | 25,64 | 11,11 | 12,54 | 5,41 | 2,85 | 2,56 | 0,28 | 0,28 | 0    | 354      |
| Alandroal                                         | 34,54 | 29,95 | 15,44 | 10,29 | 5,02 | 2,66 | 1,27 | 0,46 | 0,21 | 0,17 | 2 410    |

### Arraiolos
| Candidato               | Candidato                | Votos | %               |
| ----------------------- | ------------------------ | ----- | --------------- |
|                         | Marcelo Rebelo de Sousa  | 1 094 | 31,19 / 100,00  |
|                         | António Sampaio da Nóvoa | 1 044 | 29,76 / 100,00  |
|                         | Edgar Silva              | 681   | 19,41 / 100,00  |
|                         | Marisa Matias            | 383   | 10,92 / 100,00  |
|                         | Maria de Belém Roseira   | 141   | 4,02 / 100,00   |
|                         | Vitorino Silva           | 87    | 2,48 / 100,00   |
|                         | Paulo de Morais          | 34    | 0,97 / 100,00   |
|                         | Henrique Neto            | 17    | 0,48 / 100,00   |
|                         | Cândido Ferreira         | 14    | 0,40 / 100,00   |
|                         | Jorge Sequeira           | 13    | 0,37 / 100,00   |
| Votos Inválidos         | Votos Inválidos          | 73    | 2,04 / 100,00   |
| Total                   | Total                    | 3 581 | 100,00 / 100,00 |
| Eleitorado/Participação | Eleitorado/Participação  | 6 112 | 58,59 / 100,00  |

| Freguesia                  | %     | %     | %     | %     | %    | %    | %    | %    | %    | %    | Votantes |
| Freguesia                  | MRS   | ASN   | ES    | MM    | MBR  | VS   | PM   | HN   | CF   | JS   | Votantes |
| -------------------------- | ----- | ----- | ----- | ----- | ---- | ---- | ---- | ---- | ---- | ---- | -------- |
| Arraiolos                  | 29,96 | 33,26 | 21,45 | 9,87  | 2,41 | 2,12 | 1,06 | 0,29 | 0,29 | 0,29 | 1 741    |
| Gafanhoeira e Sabugueiro   | 22,67 | 30,62 | 26,36 | 8,53  | 6,01 | 2,91 | 0,78 | 0,39 | 0,78 | 0,97 | 526      |
| Igrejinha                  | 30,43 | 27,23 | 15,79 | 14,19 | 4,81 | 4,35 | 1,37 | 0,92 | 0,46 | 0,46 | 450      |
| São Gregório e Santa Justa | 30,58 | 29,75 | 18,60 | 11,57 | 7,02 | 2,07 | 0,41 | 0    | 0    | 0    | 247      |
| Vimieiro                   | 42,55 | 23,90 | 10,80 | 13,26 | 5,07 | 1,96 | 0,82 | 0,98 | 0,49 | 0,16 | 617      |
| Arraiolos                  | 31,19 | 29,76 | 19,41 | 10,92 | 4,02 | 2,48 | 0,97 | 0,48 | 0,40 | 0,37 | 3 581    |

### Borba
| Candidato               | Candidato                | Votos | %               |
| ----------------------- | ------------------------ | ----- | --------------- |
|                         | Marcelo Rebelo de Sousa  | 1 264 | 38,96 / 100,00  |
|                         | António Sampaio da Nóvoa | 1 095 | 33,75 / 100,00  |
|                         | Marisa Matias            | 364   | 11,22 / 100,00  |
|                         | Edgar Silva              | 208   | 6,41 / 100,00   |
|                         | Maria de Belém Roseira   | 156   | 4,81 / 100,00   |
|                         | Vitorino Silva           | 74    | 2,28 / 100,00   |
|                         | Paulo de Morais          | 39    | 1,20 / 100,00   |
|                         | Henrique Neto            | 22    | 0,68 / 100,00   |
|                         | Cândido Ferreira         | 17    | 0,52 / 100,00   |
|                         | Jorge Sequeira           | 5     | 0,15 / 100,00   |
| Votos Inválidos         | Votos Inválidos          | 66    | 2,00 / 100,00   |
| Total                   | Total                    | 3 310 | 100,00 / 100,00 |
| Eleitorado/Participação | Eleitorado/Participação  | 6 238 | 53,06 / 100,00  |

| Freguesia              | %     | %     | %     | %     | %    | %    | %    | %    | %    | %    | Votantes |
| Freguesia              | MRS   | ASN   | MM    | ES    | MBR  | VS   | PM   | HN   | CF   | JS   | Votantes |
| ---------------------- | ----- | ----- | ----- | ----- | ---- | ---- | ---- | ---- | ---- | ---- | -------- |
| Borba (Matriz)         | 41,09 | 32,21 | 11,21 | 6,25  | 4,10 | 2,02 | 1,53 | 0,92 | 0,49 | 0,18 | 1 667    |
| Borba (São Bartolomeu) | 37,33 | 38,44 | 8,91  | 6,13  | 5,57 | 0,84 | 1,39 | 0,84 | 0,28 | 0,28 | 372      |
| Orada                  | 32,43 | 34,46 | 13,18 | 10,81 | 5,41 | 2,03 | 0    | 0,34 | 1,01 | 0,34 | 302      |
| Rio de Moinhos         | 37,97 | 34,41 | 11,51 | 5,44  | 5,54 | 3,35 | 0,94 | 0,31 | 0,52 | 0    | 969      |
| Borba                  | 38,96 | 33,75 | 11,22 | 6,41  | 4,81 | 2,28 | 1,20 | 0,68 | 0,52 | 0,15 | 3 310    |

### Estremoz
| Candidato               | Candidato                | Votos  | %               |
| ----------------------- | ------------------------ | ------ | --------------- |
|                         | Marcelo Rebelo de Sousa  | 2 788  | 46,96 / 100,00  |
|                         | António Sampaio da Nóvoa | 1 742  | 29,34 / 100,00  |
|                         | Marisa Matias            | 557    | 9,38 / 100,00   |
|                         | Edgar Silva              | 330    | 5,56 / 100,00   |
|                         | Maria de Belém Roseira   | 265    | 4,46 / 100,00   |
|                         | Vitorino Silva           | 110    | 1,85 / 100,00   |
|                         | Paulo de Morais          | 82     | 1,38 / 100,00   |
|                         | Henrique Neto            | 32     | 0,54 / 100,00   |
|                         | Jorge Sequeira           | 18     | 0,30 / 100,00   |
|                         | Cândido Ferreira         | 13     | 0,22 / 100,00   |
| Votos Inválidos         | Votos Inválidos          | 132    | 2,18 / 100,00   |
| Total                   | Total                    | 6 069  | 100,00 / 100,00 |
| Eleitorado/Participação | Eleitorado/Participação  | 12 134 | 50,02 / 100,00  |

| Freguesia                                          | %     | %     | %     | %     | %    | %    | %    | %    | %    | %    | Votantes |
| Freguesia                                          | MRS   | ASN   | MM    | ES    | MBR  | VS   | PM   | HN   | JS   | CF   | Votantes |
| -------------------------------------------------- | ----- | ----- | ----- | ----- | ---- | ---- | ---- | ---- | ---- | ---- | -------- |
| Ameixial (Santa Vitória e São Bento)               | 54,08 | 25,98 | 5,74  | 6,04  | 4,53 | 1,51 | 1,21 | 0,60 | 0    | 0,30 | 339      |
| Arcos                                              | 43,74 | 27,69 | 11,65 | 4,84  | 6,37 | 3,08 | 0,22 | 1,32 | 0,44 | 0,66 | 466      |
| Estremoz (Santa Maria e Santo André)               | 51,92 | 26,24 | 9,55  | 4,37  | 3,65 | 1,47 | 1,77 | 0,60 | 0,36 | 0,09 | 3 427    |
| Évora Monte                                        | 33,22 | 30,77 | 15,38 | 8,74  | 6,99 | 2,80 | 0,70 | 0    | 0,70 | 0,70 | 292      |
| Glória                                             | 34,51 | 41,96 | 10,20 | 7,84  | 3,14 | 1,18 | 0    | 0    | 0    | 1,18 | 259      |
| São Bento do Cortiço e Santo Estêvão               | 44,44 | 29,73 | 8,11  | 5,41  | 6,01 | 4,20 | 1,20 | 0,30 | 0,60 | 0    | 337      |
| São Domingos de Ana Loura                          | 28,92 | 38,55 | 12,65 | 8,43  | 6,63 | 4,22 | 0,60 | 0    | 0    | 0    | 169      |
| São Lourenço de Mamporcão e São Bento de Ana Loura | 36,68 | 32,87 | 6,92  | 13,84 | 6,23 | 1,73 | 1,04 | 0,35 | 0    | 0,35 | 295      |
| Veiros                                             | 39,58 | 41,67 | 5,83  | 5,21  | 4,58 | 1,04 | 1,67 | 0,42 | 0    | 0    | 485      |
| Estremoz                                           | 46,96 | 29,34 | 9,38  | 5,56  | 4,46 | 1,85 | 1,38 | 0,54 | 0,30 | 0,22 | 6 069    |

### Évora
| Candidato               | Candidato                | Votos  | %               |
| ----------------------- | ------------------------ | ------ | --------------- |
|                         | Marcelo Rebelo de Sousa  | 10 286 | 42,10 / 100,00  |
|                         | António Sampaio da Nóvoa | 7 383  | 30,22 / 100,00  |
|                         | Marisa Matias            | 2 973  | 12,17 / 100,00  |
|                         | Edgar Silva              | 1 752  | 7,17 / 100,00   |
|                         | Maria de Belém Roseira   | 870    | 3,56 / 100,00   |
|                         | Paulo de Morais          | 457    | 1,87 / 100,00   |
|                         | Vitorino Silva           | 433    | 1,77 / 100,00   |
|                         | Henrique Neto            | 190    | 0,78 / 100,00   |
|                         | Cândido Ferreira         | 47     | 0,19 / 100,00   |
|                         | Jorge Sequeira           | 42     | 0,17 / 100,00   |
| Votos Inválidos         | Votos Inválidos          | 489    | 1,97 / 100,00   |
| Total                   | Total                    | 24 922 | 100,00 / 100,00 |
| Eleitorado/Participação | Eleitorado/Participação  | 47 686 | 52,26 / 100,00  |

| Freguesia                                   | %     | %     | %     | %     | %    | %    | %    | %    | %    | %    | Votantes |
| Freguesia                                   | MRS   | ASN   | MM    | ES    | MBR  | PM   | VS   | HN   | CF   | JS   | Votantes |
| ------------------------------------------- | ----- | ----- | ----- | ----- | ---- | ---- | ---- | ---- | ---- | ---- | -------- |
| Bacelo e Senhora da Saúde                   | 42,65 | 30,74 | 12,36 | 5,73  | 3,52 | 2,20 | 1,70 | 0,78 | 0,16 | 0,14 | 8 076    |
| Canaviais                                   | 37,53 | 32,41 | 15,44 | 7,06  | 2,77 | 1,45 | 2,29 | 0,48 | 0,35 | 0,21 | 1 471    |
| Évora                                       | 48,88 | 28,26 | 9,82  | 6,18  | 2,86 | 1,88 | 0,94 | 0,90 | 0,12 | 0,16 | 2 507    |
| Malagueira e Horta das Figueiras            | 42,93 | 29,46 | 12,83 | 6,36  | 3,44 | 1,94 | 1,94 | 0,84 | 0,11 | 0,15 | 9 422    |
| N.S. da Tourega e N.S. de Guadalupe         | 29,88 | 33,54 | 12,60 | 15,45 | 3,86 | 0,41 | 2,44 | 0,61 | 0,61 | 0,61 | 500      |
| Nossa Senhora da Graça do Divor             | 23,14 | 27,27 | 11,57 | 27,27 | 4,55 | 4,55 | 0,83 | 0    | 0,41 | 0,41 | 250      |
| Nossa Senhora de Machede                    | 30,66 | 34,88 | 11,21 | 14,80 | 4,44 | 0,42 | 2,33 | 0,42 | 0,42 | 0,42 | 477      |
| São Sebastião da Giesteira e N.S. da Boa Fé | 37,28 | 29,90 | 8,74  | 13,20 | 5,63 | 0,97 | 2,33 | 1,17 | 0,58 | 0,19 | 522      |
| São Bento do Mato                           | 57,09 | 24,15 | 6,79  | 4,59  | 4,79 | 0,20 | 1,60 | 0,40 | 0,20 | 0,20 | 506      |
| São Manços e São Vicente do Pigeiro         | 36,47 | 34,40 | 9,02  | 10,71 | 6,39 | 0,19 | 2,07 | 0,38 | 0,38 | 0    | 552      |
| São Miguel de Machede                       | 35,97 | 29,43 | 11,17 | 12,81 | 4,36 | 3,54 | 1,09 | 0,54 | 0,82 | 0,27 | 370      |
| Torre de Coelheiros                         | 20,15 | 39,92 | 13,31 | 19,01 | 3,42 | 0,76 | 1,14 | 1,52 | 0,38 | 0,38 | 269      |
| Évora                                       | 42,10 | 30,22 | 12,17 | 7,17  | 3,56 | 1,87 | 1,77 | 0,78 | 0,19 | 0,17 | 24 922   |

### Montemor-o-Novo
| Candidato               | Candidato                | Votos  | %               |
| ----------------------- | ------------------------ | ------ | --------------- |
|                         | Marcelo Rebelo de Sousa  | 2 580  | 31,88 / 100,00  |
|                         | António Sampaio da Nóvoa | 2 272  | 28,07 / 100,00  |
|                         | Edgar Silva              | 1 753  | 21,66 / 100,00  |
|                         | Marisa Matias            | 774    | 9,56 / 100,00   |
|                         | Maria de Belém Roseira   | 342    | 4,23 / 100,00   |
|                         | Vitorino Silva           | 178    | 2,20 / 100,00   |
|                         | Paulo de Morais          | 105    | 1,30 / 100,00   |
|                         | Henrique Neto            | 41     | 0,51 / 100,00   |
|                         | Cândido Ferreira         | 25     | 0,31 / 100,00   |
|                         | Jorge Sequeira           | 23     | 0,28 / 100,00   |
| Votos Inválidos         | Votos Inválidos          | 168    | 2,03 / 100,00   |
| Total                   | Total                    | 8 261  | 100,00 / 100,00 |
| Eleitorado/Participação | Eleitorado/Participação  | 14 641 | 56,42 / 100,00  |

| Freguesia                               | %     | %     | %     | %     | %     | %    | %    | %    | %    | %    | Votantes |
| Freguesia                               | MRS   | ASN   | ES    | MM    | MBR   | VS   | PM   | HN   | CF   | JS   | Votantes |
| --------------------------------------- | ----- | ----- | ----- | ----- | ----- | ---- | ---- | ---- | ---- | ---- | -------- |
| Cabrela                                 | 40,23 | 29,70 | 13,53 | 8,27  | 5,26  | 0    | 0,75 | 1,13 | 0    | 1,13 | 267      |
| Ciborro                                 | 28,06 | 34,33 | 10,75 | 10,15 | 10,45 | 3,88 | 0,30 | 1,19 | 0,30 | 0,60 | 347      |
| Cortiçadas de Lavre e Lavre             | 32,98 | 28,48 | 20,79 | 8,87  | 4,37  | 2,52 | 1,06 | 0,40 | 0,26 | 0,26 | 769      |
| Foros de Vale de Figueira               | 27,13 | 30,61 | 23,65 | 10,61 | 4,17  | 1,57 | 1,39 | 0    | 0,70 | 0,17 | 582      |
| N.S. da Vila, N.S. do Bispo e Silveiras | 32,82 | 27,71 | 20,91 | 10,01 | 3,78  | 2,19 | 1,52 | 0,58 | 0,23 | 0,25 | 5 319    |
| Santiago do Escoural                    | 21,45 | 30,40 | 33,02 | 7,25  | 3,40  | 3,09 | 0,46 | 0,15 | 0,46 | 0,31 | 662      |
| São Cristóvão                           | 41,04 | 15,31 | 27,69 | 7,17  | 5,54  | 0,98 | 1,30 | 0    | 0,98 | 0    | 315      |
| Montemor-o-Novo                         | 31,88 | 28,07 | 21,66 | 9,56  | 4,23  | 2,20 | 1,30 | 0,51 | 0,31 | 0,28 | 8 261    |

### Mora
| Candidato               | Candidato                | Votos | %               |
| ----------------------- | ------------------------ | ----- | --------------- |
|                         | Marcelo Rebelo de Sousa  | 730   | 33,64 / 100,00  |
|                         | António Sampaio da Nóvoa | 551   | 25,39 / 100,00  |
|                         | Edgar Silva              | 537   | 24,75 / 100,00  |
|                         | Marisa Matias            | 186   | 8,57 / 100,00   |
|                         | Maria de Belém Roseira   | 77    | 3,55 / 100,00   |
|                         | Vitorino Silva           | 38    | 1,75 / 100,00   |
|                         | Paulo de Morais          | 29    | 1,34 / 100,00   |
|                         | Jorge Sequeira           | 8     | 0,37 / 100,00   |
|                         | Henrique Neto            | 7     | 0,32 / 100,00   |
|                         | Cândido Ferreira         | 7     | 0,32 / 100,00   |
| Votos Inválidos         | Votos Inválidos          | 53    | 2,38 / 100,00   |
| Total                   | Total                    | 2 223 | 100,00 / 100,00 |
| Eleitorado/Participação | Eleitorado/Participação  | 4 450 | 49,96 / 100,00  |

| Freguesia | %     | %     | %     | %     | %    | %    | %    | %    | %    | %    | Votantes |
| Freguesia | MRS   | ASN   | ES    | MM    | MBR  | VS   | PM   | JS   | HN   | CF   | Votantes |
| --------- | ----- | ----- | ----- | ----- | ---- | ---- | ---- | ---- | ---- | ---- | -------- |
| Brotas    | 30,26 | 18,42 | 33,77 | 6,58  | 4,82 | 2,63 | 2,19 | 0    | 0,88 | 0,44 | 231      |
| Cabeção   | 21,63 | 29,07 | 30,93 | 9,07  | 5,35 | 0,93 | 2,33 | 0,23 | 0,23 | 0,23 | 440      |
| Mora      | 36,57 | 25,96 | 23,37 | 8,12  | 2,50 | 1,43 | 0,89 | 0,54 | 0,36 | 0,27 | 1 152    |
| Pavia     | 40,41 | 23,79 | 16,62 | 10,49 | 3,84 | 3,07 | 1,02 | 0,26 | 0    | 0,51 | 400      |
| Mora      | 33,64 | 25,39 | 24,75 | 8,57  | 3,55 | 1,75 | 1,34 | 0,37 | 0,32 | 0,32 | 2 223    |

### Mourão
| Candidato               | Candidato                | Votos | %               |
| ----------------------- | ------------------------ | ----- | --------------- |
|                         | Marcelo Rebelo de Sousa  | 428   | 42,42 / 100,00  |
|                         | António Sampaio da Nóvoa | 322   | 31,91 / 100,00  |
|                         | Marisa Matias            | 85    | 8,42 / 100,00   |
|                         | Edgar Silva              | 72    | 7,14 / 100,00   |
|                         | Maria de Belém Roseira   | 58    | 5,75 / 100,00   |
|                         | Vitorino Silva           | 17    | 1,68 / 100,00   |
|                         | Paulo de Morais          | 8     | 0,79 / 100,00   |
|                         | Henrique Neto            | 8     | 0,79 / 100,00   |
|                         | Cândido Ferreira         | 6     | 0,59 / 100,00   |
|                         | Jorge Sequeira           | 5     | 0,50 / 100,00   |
| Votos Inválidos         | Votos Inválidos          | 19    | 1,85 / 100,00   |
| Total                   | Total                    | 1 028 | 100,00 / 100,00 |
| Eleitorado/Participação | Eleitorado/Participação  | 2 272 | 45,25 / 100,00  |

| Freguesia | %     | %     | %     | %    | %     | %    | %    | %    | %    | %    | Votantes |
| Freguesia | MRS   | ASN   | MM    | ES   | MBR   | VS   | PM   | HN   | CF   | JS   | Votantes |
| --------- | ----- | ----- | ----- | ---- | ----- | ---- | ---- | ---- | ---- | ---- | -------- |
| Granja    | 31,58 | 40,67 | 4,78  | 7,18 | 11,96 | 0,96 | 0,48 | 0,48 | 1,44 | 0,48 | 214      |
| Luz       | 68,48 | 21,21 | 3,03  | 1,82 | 1,21  | 3,03 | 0    | 0,61 | 0,61 | 0    | 169      |
| Mourão    | 39,21 | 31,81 | 11,02 | 8,50 | 4,88  | 1,57 | 1,10 | 0,94 | 0,31 | 0,63 | 645      |
| Mourão    | 42,42 | 31,91 | 8,42  | 7,14 | 5,75  | 1,68 | 0,79 | 0,79 | 0,59 | 0,50 | 1 028    |

### Portel
| Candidato               | Candidato                | Votos | %               |
| ----------------------- | ------------------------ | ----- | --------------- |
|                         | António Sampaio da Nóvoa | 890   | 36,51 / 100,00  |
|                         | Marcelo Rebelo de Sousa  | 565   | 23,17 / 100,00  |
|                         | Edgar Silva              | 541   | 22,19 / 100,00  |
|                         | Marisa Matias            | 230   | 9,43 / 100,00   |
|                         | Maria de Belém Roseira   | 103   | 4,22 / 100,00   |
|                         | Vitorino Silva           | 61    | 2,50 / 100,00   |
|                         | Paulo de Morais          | 23    | 0,94 / 100,00   |
|                         | Henrique Neto            | 13    | 0,53 / 100,00   |
|                         | Jorge Sequeira           | 10    | 0,41 / 100,00   |
|                         | Cândido Ferreira         | 2     | 0,08 / 100,00   |
| Votos Inválidos         | Votos Inválidos          | 42    | 1,70 / 100,00   |
| Total                   | Total                    | 2 480 | 100,00 / 100,00 |
| Eleitorado/Participação | Eleitorado/Participação  | 5 462 | 45,40 / 100,00  |

| Freguesia                          | %     | %     | %     | %     | %    | %    | %    | %    | %    | %    | Votantes |
| Freguesia                          | ASN   | MRS   | ES    | MM    | MBR  | VS   | PM   | HN   | JS   | CF   | Votantes |
| ---------------------------------- | ----- | ----- | ----- | ----- | ---- | ---- | ---- | ---- | ---- | ---- | -------- |
| Amieira e Alqueva                  | 36,83 | 12,87 | 34,43 | 9,58  | 3,29 | 1,50 | 0    | 1,20 | 0,30 | 0    | 336      |
| Monte do Trigo                     | 23,63 | 25,30 | 34,13 | 6,68  | 6,68 | 2,15 | 0,72 | 0,24 | 0,48 | 0    | 423      |
| Portel                             | 39,48 | 27,15 | 15,33 | 9,72  | 3,31 | 2,81 | 1,40 | 0,40 | 0,40 | 0    | 1 023    |
| Santana                            | 39,42 | 18,75 | 17,31 | 12,98 | 5,29 | 3,85 | 0,96 | 0,96 | 0,48 | 0    | 209      |
| São Bartolomeu do Outeiro e Oriola | 42,35 | 22,65 | 15,59 | 10,88 | 3,82 | 2,65 | 0,88 | 0,29 | 0,59 | 0,29 | 349      |
| Vera Cruz                          | 34,53 | 20,86 | 29,50 | 6,47  | 5,04 | 1,44 | 0,72 | 0,72 | 0,72 | 0    | 140      |
| Portel                             | 36,51 | 23,17 | 22,19 | 9,43  | 4,22 | 2,50 | 0,94 | 0,53 | 0,41 | 0,08 | 2 480    |

### Redondo
| Candidato               | Candidato                | Votos | %               |
| ----------------------- | ------------------------ | ----- | --------------- |
|                         | Marcelo Rebelo de Sousa  | 955   | 37,39 / 100,00  |
|                         | António Sampaio da Nóvoa | 764   | 29,91 / 100,00  |
|                         | Marisa Matias            | 320   | 12,53 / 100,00  |
|                         | Edgar Silva              | 250   | 9,79 / 100,00   |
|                         | Maria de Belém Roseira   | 148   | 5,79 / 100,00   |
|                         | Vitorino Silva           | 57    | 2,23 / 100,00   |
|                         | Paulo de Morais          | 33    | 1,29 / 100,00   |
|                         | Cândido Ferreira         | 10    | 0,39 / 100,00   |
|                         | Jorge Sequeira           | 10    | 0,39 / 100,00   |
|                         | Henrique Neto            | 7     | 0,27 / 100,00   |
| Votos Inválidos         | Votos Inválidos          | 55    | 2,10 / 100,00   |
| Total                   | Total                    | 2 609 | 100,00 / 100,00 |
| Eleitorado/Participação | Eleitorado/Participação  | 5 890 | 44,30 / 100,00  |

| Freguesia | %     | %     | %     | %     | %    | %    | %    | %    | %    | %    | Votantes |
| Freguesia | MRS   | ASN   | MM    | ES    | MBR  | VS   | PM   | CF   | JS   | HN   | Votantes |
| --------- | ----- | ----- | ----- | ----- | ---- | ---- | ---- | ---- | ---- | ---- | -------- |
| Montoito  | 34,13 | 30,14 | 12,38 | 14,97 | 5,99 | 0,60 | 0,80 | 0,20 | 0,60 | 0,20 | 508      |
| Redondo   | 38,19 | 29,86 | 12,57 | 8,52  | 5,75 | 2,63 | 1,41 | 0,44 | 0,34 | 0,29 | 2 101    |
| Redondo   | 37,39 | 29,91 | 12,53 | 9,79  | 5,79 | 2,23 | 1,29 | 0,39 | 0,39 | 0,27 | 2 609    |

### Reguengos de Monsaraz
| Candidato               | Candidato                | Votos | %               |
| ----------------------- | ------------------------ | ----- | --------------- |
|                         | Marcelo Rebelo de Sousa  | 1 607 | 38,91 / 100,00  |
|                         | António Sampaio da Nóvoa | 1 509 | 36,54 / 100,00  |
|                         | Marisa Matias            | 432   | 10,46 / 100,00  |
|                         | Edgar Silva              | 234   | 5,67 / 100,00   |
|                         | Maria de Belém Roseira   | 160   | 3,87 / 100,00   |
|                         | Vitorino Silva           | 98    | 2,37 / 100,00   |
|                         | Paulo de Morais          | 45    | 1,09 / 100,00   |
|                         | Henrique Neto            | 18    | 0,44 / 100,00   |
|                         | Jorge Sequeira           | 18    | 0,44 / 100,00   |
|                         | Cândido Ferreira         | 9     | 0,22 / 100,00   |
| Votos Inválidos         | Votos Inválidos          | 87    | 2,07 / 100,00   |
| Total                   | Total                    | 4 217 | 100,00 / 100,00 |
| Eleitorado/Participação | Eleitorado/Participação  | 9 159 | 46,04 / 100,00  |

| Freguesia             | %     | %     | %     | %    | %    | %    | %    | %    | %    | %    | Votantes |
| Freguesia             | MRS   | ASN   | MM    | ES   | MBR  | VS   | PM   | HN   | JS   | CF   | Votantes |
| --------------------- | ----- | ----- | ----- | ---- | ---- | ---- | ---- | ---- | ---- | ---- | -------- |
| Campo e Campinho      | 26,53 | 43,63 | 11,87 | 8,38 | 6,11 | 2,62 | 0,17 | 0,52 | 0,17 | 0    | 583      |
| Corval                | 31,74 | 41,47 | 9,91  | 7,71 | 3,67 | 3,30 | 1,10 | 0,55 | 0,55 | 0    | 561      |
| Monsaraz              | 34,60 | 38,38 | 10,61 | 3,54 | 6,31 | 4,80 | 0,76 | 0,51 | 0,25 | 0,25 | 404      |
| Reguengos de Monsaraz | 43,77 | 33,68 | 10,24 | 4,97 | 3,06 | 1,76 | 1,34 | 0,38 | 0,50 | 0,31 | 2 669    |
| Reguengos de Monsaraz | 38,91 | 36,54 | 10,46 | 5,67 | 3,87 | 2,37 | 1,09 | 0,44 | 0,44 | 0,22 | 4 217    |

### Vendas Novas
| Candidato               | Candidato                | Votos  | %               |
| ----------------------- | ------------------------ | ------ | --------------- |
|                         | Marcelo Rebelo de Sousa  | 2 034  | 40,04 / 100,00  |
|                         | António Sampaio da Nóvoa | 1 352  | 26,61 / 100,00  |
|                         | Edgar Silva              | 719    | 14,15 / 100,00  |
|                         | Marisa Matias            | 475    | 9,35 / 100,00   |
|                         | Maria de Belém Roseira   | 221    | 4,35 / 100,00   |
|                         | Vitorino Silva           | 139    | 2,74 / 100,00   |
|                         | Paulo de Morais          | 94     | 1,85 / 100,00   |
|                         | Henrique Neto            | 30     | 0,59 / 100,00   |
|                         | Cândido Ferreira         | 8      | 0,16 / 100,00   |
|                         | Jorge Sequeira           | 8      | 0,16 / 100,00   |
| Votos Inválidos         | Votos Inválidos          | 106    | 2,04 / 100,00   |
| Total                   | Total                    | 5 186  | 100,00 / 100,00 |
| Eleitorado/Participação | Eleitorado/Participação  | 10 171 | 50,99 / 100,00  |

| Freguesia    | %     | %     | %     | %    | %    | %    | %    | %    | %    | %    | Votantes |
| Freguesia    | MRS   | ASN   | ES    | MM   | MBR  | VS   | PM   | HN   | CF   | JS   | Votantes |
| ------------ | ----- | ----- | ----- | ---- | ---- | ---- | ---- | ---- | ---- | ---- | -------- |
| Landeira     | 31,51 | 33,42 | 20,00 | 6,85 | 3,84 | 2,19 | 1,37 | 0,82 | 0    | 0    | 370      |
| Vendas Novas | 40,70 | 26,09 | 13,70 | 9,54 | 4,39 | 2,78 | 1,89 | 0,57 | 0,17 | 0,17 | 4 816    |
| Vendas Novas | 40,04 | 26,61 | 14,15 | 9,35 | 4,35 | 2,74 | 1,85 | 0,59 | 0,16 | 0,16 | 5 186    |

### Viana do Alentejo
| Candidato               | Candidato                | Votos | %               |
| ----------------------- | ------------------------ | ----- | --------------- |
|                         | António Sampaio da Nóvoa | 761   | 33,66 / 100,00  |
|                         | Marcelo Rebelo de Sousa  | 632   | 27,95 / 100,00  |
|                         | Edgar Silva              | 423   | 18,71 / 100,00  |
|                         | Marisa Matias            | 273   | 12,07 / 100,00  |
|                         | Maria de Belém Roseira   | 80    | 3,54 / 100,00   |
|                         | Vitorino Silva           | 39    | 1,72 / 100,00   |
|                         | Paulo de Morais          | 27    | 1,19 / 100,00   |
|                         | Henrique Neto            | 11    | 0,49 / 100,00   |
|                         | Cândido Ferreira         | 8     | 0,35 / 100,00   |
|                         | Jorge Sequeira           | 7     | 0,31 / 100,00   |
| Votos Inválidos         | Votos Inválidos          | 48    | 2,08 / 100,00   |
| Total                   | Total                    | 2 309 | 100,00 / 100,00 |
| Eleitorado/Participação | Eleitorado/Participação  | 4 841 | 47,70 / 100,00  |

| Freguesia         | %     | %     | %     | %     | %    | %    | %    | %    | %    | %    | Votantes |
| Freguesia         | ASN   | MRS   | ES    | MM    | MBR  | VS   | PM   | HN   | CF   | JS   | Votantes |
| ----------------- | ----- | ----- | ----- | ----- | ---- | ---- | ---- | ---- | ---- | ---- | -------- |
| Aguiar            | 28,71 | 16,27 | 37,08 | 12,20 | 1,91 | 0,96 | 1,91 | 0,48 | 0    | 0,48 | 426      |
| Alcáçovas         | 30,77 | 34,74 | 14,10 | 12,18 | 3,97 | 1,41 | 1,28 | 0,51 | 0,64 | 0,38 | 798      |
| Viana do Alentejo | 37,72 | 27,56 | 14,86 | 11,95 | 3,86 | 2,26 | 0,85 | 0,47 | 0,28 | 0,19 | 1 085    |
| Viana do Alentejo | 33,66 | 27,95 | 18,71 | 12,07 | 3,54 | 1,72 | 1,19 | 0,49 | 0,35 | 0,31 | 2 309    |

### Vila Viçosa
| Candidato               | Candidato                | Votos | %               |
| ----------------------- | ------------------------ | ----- | --------------- |
|                         | Marcelo Rebelo de Sousa  | 1 608 | 46,96 / 100,00  |
|                         | António Sampaio da Nóvoa | 901   | 26,31 / 100,00  |
|                         | Marisa Matias            | 313   | 9,14 / 100,00   |
|                         | Edgar Silva              | 271   | 7,91 / 100,00   |
|                         | Maria de Belém Roseira   | 168   | 4,91 / 100,00   |
|                         | Vitorino Silva           | 98    | 2,86 / 100,00   |
|                         | Paulo de Morais          | 26    | 0,76 / 100,00   |
|                         | Henrique Neto            | 21    | 0,61 / 100,00   |
|                         | Cândido Ferreira         | 10    | 0,29 / 100,00   |
|                         | Jorge Sequeira           | 8     | 0,23 / 100,00   |
| Votos Inválidos         | Votos Inválidos          | 58    | 1,67 / 100,00   |
| Total                   | Total                    | 3 482 | 100,00 / 100,00 |
| Eleitorado/Participação | Eleitorado/Participação  | 7 105 | 49,01 / 100,00  |

| Freguesia                          | %     | %     | %     | %     | %    | %    | %    | %    | %    | %    | Votantes |
| Freguesia                          | MRS   | ASN   | MM    | ES    | MBR  | VS   | PM   | HN   | CF   | JS   | Votantes |
| ---------------------------------- | ----- | ----- | ----- | ----- | ---- | ---- | ---- | ---- | ---- | ---- | -------- |
| Bencatel                           | 31,03 | 33,66 | 12,28 | 14,07 | 3,31 | 3,86 | 0,55 | 0,69 | 0,28 | 0,28 | 733      |
| Ciladas                            | 40,00 | 24,21 | 16,84 | 8,16  | 4,74 | 4,21 | 0,26 | 0    | 0,79 | 0,79 | 383      |
| N.S. da Conceição e São Bartolomeu | 54,24 | 23,56 | 6,94  | 5,63  | 5,49 | 2,23 | 0,88 | 0,70 | 0,23 | 0,09 | 2 192    |
| Pardais                            | 38,60 | 34,50 | 9,94  | 6,43  | 4,68 | 3,51 | 1,17 | 0,58 | 0    | 0,58 | 174      |
| Vila Viçosa                        | 46,96 | 26,31 | 9,14  | 7,91  | 4,91 | 2,86 | 0,76 | 0,61 | 0,29 | 0,23 | 3 482    |